# Athol (Massachusetts)
Athol – miasto w Stanach Zjednoczonych, w stanie Massachusetts, w hrabstwie Worcester.